# 研究開発サービス業
研究開発サービス業（けんきゅうかいはつサービスぎょう）とは、企業等の研究開発プロセスの一部、または、全部についてその受け手となって、研究開発業務をサービスとして提供する業態のことをいう。

## 概要
現在は企業等の研究開発活動の一部がアウトソースされる形態が多いため、研究開発サービス業の内容は、研究開発の受託、設計や試作の請負、先端材料などの検査・分析、研究開発者の派遣、技術調査・コンサルティング等まで多岐に及ぶ。将来的には、付加価値が高く、かつ、競争力のある研究開発サービスを主体的に提供する業態に発展することが期待されている。近年、産業におけるイノベーションや生産性向上を支援するという重要な役割を担う分野として注目されている。

## 背景
従来、研究開発業務のアウトソーシングといえば、検査分析といった定型業務の外部委託が主流であったが、近年、より創造性が求められる研究開発活動自体がアウトソースされる傾向にある。
このオープンイノベーションの進展を受け、従来、製造業に属していた企業も、試作サービスなど「技術力」を売りとするサービス産業への転換が進んでいる。特に大田区や川崎市といった中小のものづくり企業が集積する地域では、すでに多くの中小企業が、大量生産型から多品種少量生産型の試作中心のビジネスモデルに移行しつつある。
さらに、研究開発サービスの提供を業務とする新たなビジネスモデルを持ったベンチャーが出現しており、半導体の試作を請負う半導体シャトルサービス（半導体理工学研究センター、イー・シャトル、TSMCジャパンなど）や医薬品開発・臨床試験受託サービス（医薬分子設計、ファルマデザイン、東京CRO、TSDジャパン、シミックなど）分野などでの活躍が見られる。
米国ではITクラスターやバイオクラスターにおいて、研究開発サービス事業者が重要な役割を担っている。例えば、シリコンバレーに集積するハイテク企業約5,000社のうち、研究開発・サービス業は約2,000社程度といわれている。また、グラクソ・スミスクラインの研究施設を中核とした医療・バイオ系クラスターであるリサーチ・トライアングル・パーク（ノースカロライナ州）には、バイオベンチャー約140社に対して、65社のバイオ研究関連サービスが集積している。

## 研究開発サービス業を巡る課題
中小の製造加工業者による試作サービスの対価は、試作品や図面等を無料で大企業に提供し、後にくる大量生産発注によりコスト回収するという構造であった。
その場合、発注側である大企業との力関係、中小企業自身自らが研究開発サービスを提供している認識が薄いことから、試作開発サービスを行った中小企業が知的貢献に見合う十分な対価を獲得できていない状況がある。こうした技術力をコアコンピタンスとした試作サービス等の知的貢献を正当に評価し、適正対価を回収する取引慣行の確立が課題となっている。

## 研究開発サービスの仲介取引
日本の研究開発サービス取引は、系列グループ内部での取引が大半を占め、系列外企業への委託は例外的である。その原因として、アイデアの盗難といった受注側（中小企業中心）の懸念と、開発動向の漏洩や技術レベルに係わる信頼性の問題といった発注側（大企業中心）の懸念があると考えられる。
このような情報の非公開性・非対称性が存在する市場においては、発注者の匿名性や適正な技術レベル・技術成果が担保され、また受注者に適正な対価を獲得できるよう第三者の立場から取引を仲介する取引市場の確立が必要となる。
大田区や川崎市産業振興財団、京都試作プラットフォームなどが、技術ニーズ・シーズのマッチングを支援している。
米国では、商品開発にあたって外部ソースを50%利用することを掲げたP&G社の「コネクト・アンド・ディベロップ戦略」に見られるように、研究開発にあたって外部リソースの活用が進んでいる。このオープンイノベーションの進展を背景に、ニーズに合った研究開発業者を世界中から見つけ出せるよう民間の仲介事業が発達している。
代表的な仲介事業者としては、ナインシグマ社やイノセンティブ社が挙げられる。ナインシグマ社は2006年10月に日本法人を設立し、日本で初めての民間の研究開発に係る仲介事業者として活動しており、米国本社、欧州支社（ベルギー）とのグローバルネットワークにより、世界200万以上の科学技術者をネットワークし、年間10000件以上の技術提案を集めている。イノセンティブ社も、北米、中国、ロシア、インド、東欧を中心に175ヶ国、約10万人の研究者が参加するなど、グローバルな展開を見せている。
世界中から最先端のイノベーション情報を集める動きとして、米国で毎年CoDevフォーラム（事務局：PDMA、The MANAGEMENT ROUNDTABLE）が開催されており、2008年はゼネラル・エレクトリック、ヒューレット・パッカード、IBM、マイクロソフトなど100社を超える参加があった。

## 各国の施策動向

### 日本
経済産業省では、研究開発サービス業を製造業など各産業の国際競争力を支える役割を担う重要なサポーティングインダストリの一つと認識しており、研究開発サービス業の生産性向上のための施策として、「研究開発サービス業の生産性向上プログラム」を策定した（2008年4月30日）。さらに産業活力再生特別措置法に基づく「研究開発サービス業の活力の再生に向けた基本指針」が4大臣連名で共同告示されている（総務省、厚労省、農水省、経産省共管、2008年6月23日官報掲載）。
上記プログラムの策定を受けて、研究開発サービス業研究会（委員長：丹羽清東京大学教授、事務局：社団法人研究産業協会）を立上げ、研究サービス業界の統計整備、生産性指標の策定、知財等の取引ルールの整備などについて検討し、調査報告書を発行している。

### 中国
「科学技術進歩法」（2007年12月改正）において、「国は技術市場を育成し発展させるとともに、技術評価や技術仲介等の活動に従事する仲介サービス機関の設立を推奨する」（第27条前段）ことを定め、国を挙げて技術の取引市場の育成を目指している。